# Bahnhof Gunnersbury

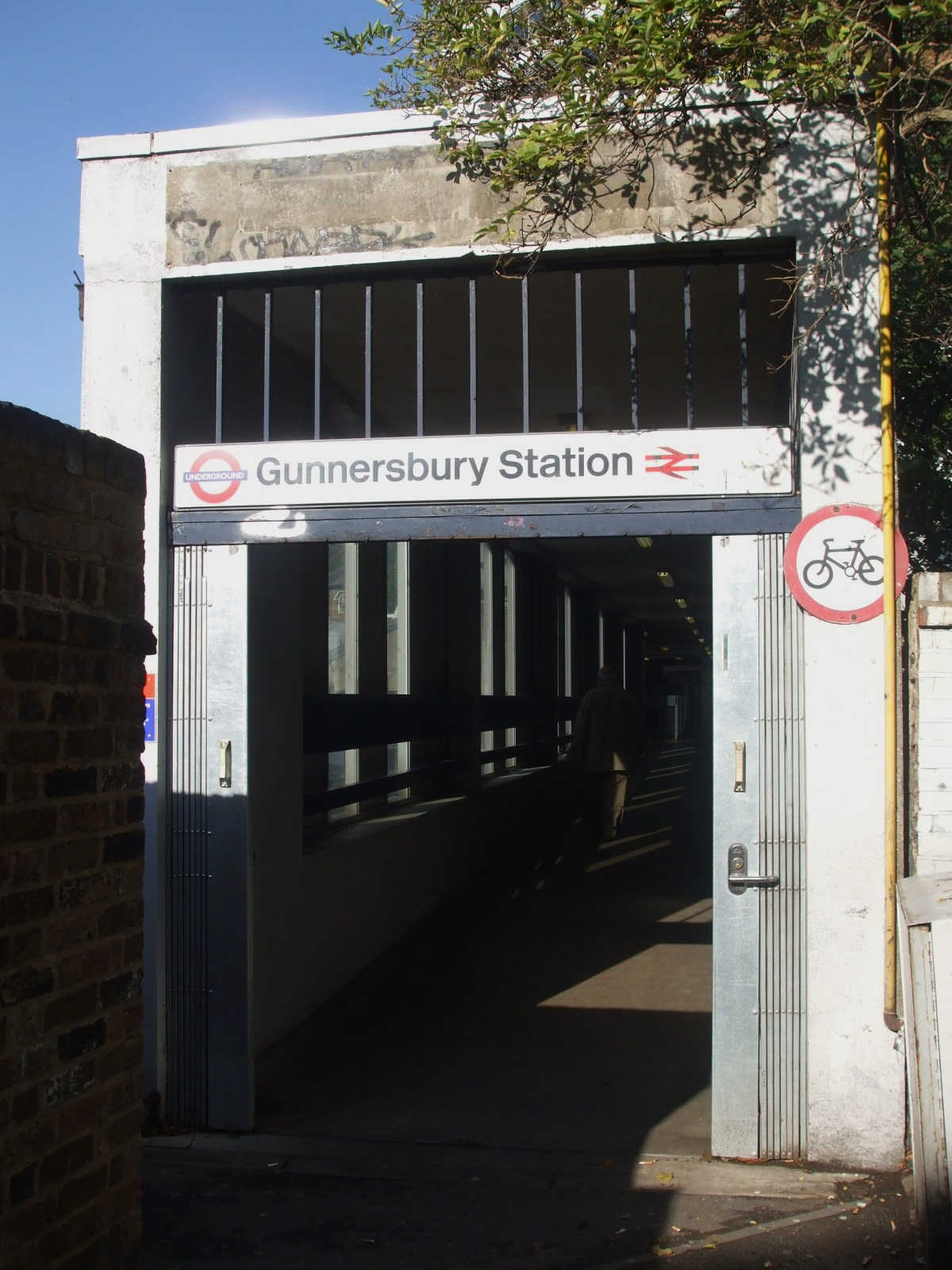
Stationsgebäude

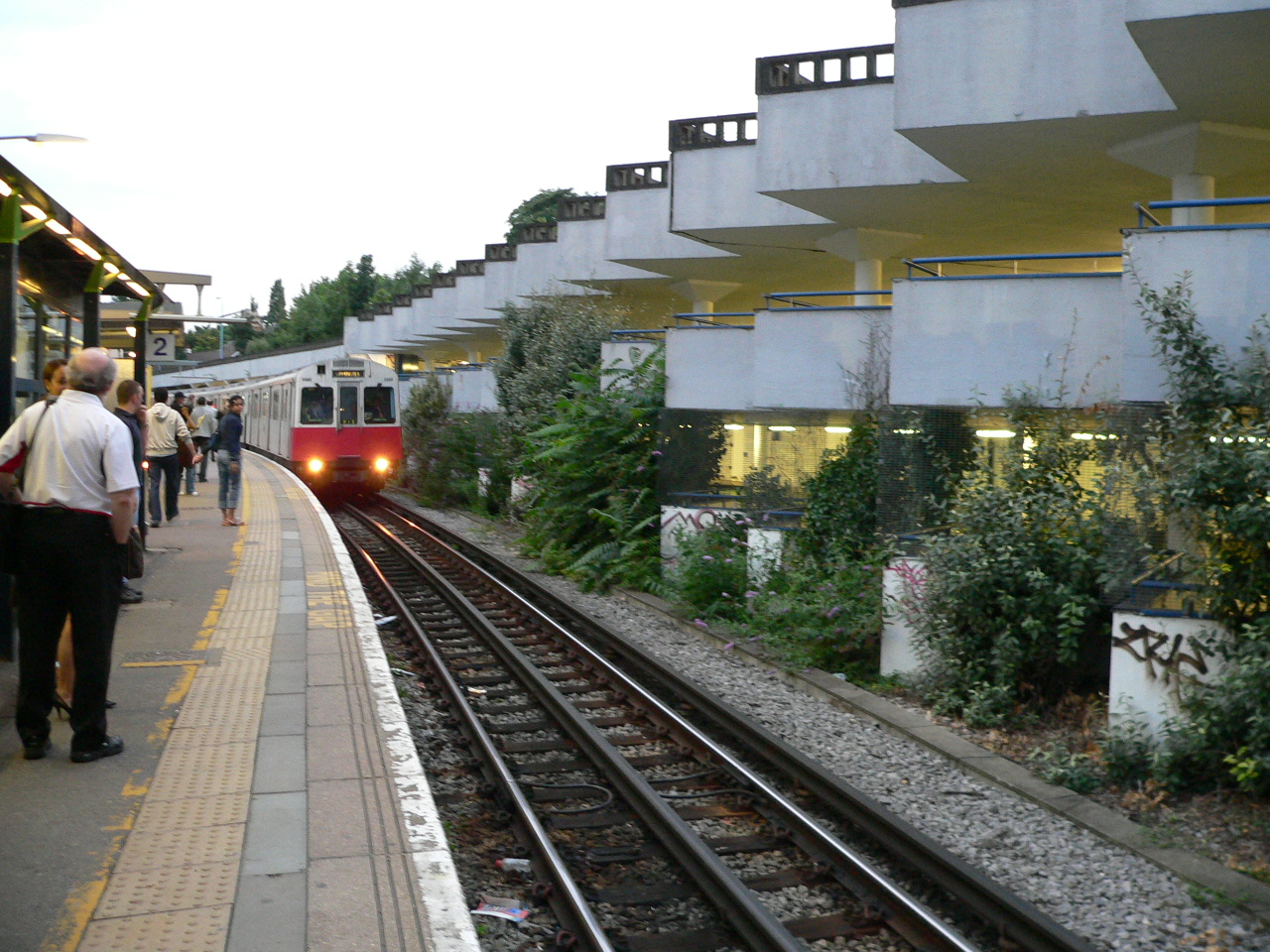
Ein Zug der D78-Baureihe der District Line erreicht den Bahnhof

Gunnersbury ist ein Bahnhof im Südwesten Londons, der sowohl von der London Underground als auch von London Overground, dem Betreiber der North London Line, bedient wird. Transport for London ist der Betreiber des Bahnhofs, der in der Travelcard-Zone 3 liegt und zwei Gleise an einem Mittelbahnsteig besitzt. Im Jahr 2014 nutzten 5,41 Millionen U-Bahn-Fahrgäste den Bahnhof, hinzu kommen 2,575 Millionen Fahrgäste der Eisenbahn.
Der Bahnhof befindet sich im Stadtteil Gunnersbury, der zum Stadtbezirk London Borough of Hounslow gehört. Nördlich des Bahnhofs teilt sich die Strecke. Die North London Line zweigt nach links zum Bahnhof South Acton ab. Die District Line der Underground zweigt nach rechts zur Station Turnham Green ab.

## Geschichte
Eröffnet wurde der Bahnhof unter dem Namen Brentford Road am 1. Januar 1869 durch die London and South Western Railway (L&SWR). Er lag an der neu erbauten Zweigstrecke, die bei der Addison Road (heute Kensington Olympia) begann. Die Strecke führte weiter durch Shepherd’s Bush und Hammersmith über eine heute stillgelegte Verbindungskurve. Es gab auch eine kurze Verbindungsstrecke nach Brentford, die von der North London Railway (NLR) befahren wurde. Vom 1. Juni 1870 bis zum 31. Oktober 1870 verkehrten hier auch Züge der Great Western Railway (GWR) von Paddington über die Gleise der Hammersmith & City Railway und Hammersmith nach Richmond. Seinen heutigen Namen erhielt der Bahnhof im Jahr 1871.
Am 1. Juni 1877 nahm die Metropolitan District Railway (MDR; Vorgängergesellschaft der heutigen District Line) eine kurze Verlängerung zwischen ihrem damaligen Endpunkt Hammersmith und den L&SWR-Gleisen östlich von Ravenscourt Park in Betrieb. Dies erlaubte es der Gesellschaft, Züge über die L&SWR-Strecke nach Richmond verkehren zu lassen. Die Elektrifizierung der Strecke Gunnersbury – Richmond erfolgte am 1. August 1905.
Ab dem 3. Juni 1916 verkehrten nur noch MDR-Züge auf der Strecke, nachdem sich die NLR, die GWR, die Metropolitan Railway und zuletzt die L&SWR zurückgezogen hatten. 1932 wurde das Verbindungsgleis nach Chiswick stillgelegt, die Gleise baute man später ab. Am 8. Dezember 1954 wurde das Bahnhofsgebäude durch einen Tornado beschädigt, der das Dach abdeckte. Dabei erlitten sechs Personen Verletzungen. In den 1960er Jahren erfolgte ein Umbau der Gleisanlagen.